# Tithraustes suffumosa
Tithraustes suffumosa är en fjärilsart som beskrevs av Paul Dognin 1902. Tithraustes suffumosa ingår i släktet Tithraustes och familjen tandspinnare. Inga underarter finns listade i Catalogue of Life.